# Cantonul Jegun
Cantonul Jegun este un canton din arondismentul Auch, departamentul Gers, regiunea Midi-Pyrénées, Franța.

## Comune
| Comune           | Populație (1999) | Cod poștal | Cod INSEE |
| ---------------- | ---------------- | ---------- | --------- |
| Antras           | 58               | 32360      | 32003     |
| Biran            | 351              | 32350      | 32054     |
| Castillon-Massas | 197              | 32360      | 32089     |
| Jegun            | 968              | 32360      | 32162     |
| Lavardens        | 378              | 32360      | 32204     |
| Mérens           | 51               | 32360      | 32251     |
| Ordan-Larroque   | 774              | 32350      | 32301     |
| Peyrusse-Massas  | 84               | 32360      | 32316     |
| Roquefort        | 230              | 32390      | 32347     |
| Saint-Lary       | 194              | 32360      | 32384     |